# 马拉雷
马拉雷（義大利語：Mallare），是意大利萨沃纳省的一个市镇。总面积32.6平方公里，人口1263人，人口密度38.7人/平方公里（2009年）。ISTAT代码为009036。